# Ivan Radenović
Ivan Radenović (Belgrado, Yugoslavia -actualmente Serbia-, 10 de junio de 1984) es un jugador serbio profesional de baloncesto que juega de ala-pívot en el Spirou Basket Club. Mide 208 cm y pesa 110 kg.

## Carrera
Se formó en los equipos filiales del KK Partizan. Fue en el 2002 cuando su nombre comenzó a oírse con mayor fuerza, como consecuencia de su presencia en el combinado serbio junior que participó en el “Mundial no oficioso” de Manheim (Alemania) de dicho año.
Más tarde marcharía a la Universidad de Arizona, dirigida por el mítico Lute Olson; donde proseguiría con su formación deportiva mientras realizaba sus estudios de Psicología.
Radenović jugó en la campaña 2007/2008 en el Akasvayu de Girona (había firmado dos campañas pero el colapso del club catalán provocó que no las cumpliese) y después ha militado en el Panelinios griego y estaba jugando temporalmente en el CSKA de Moscú.
En diciembre de 2009 cerró un acuerdo con el Cajasol de Sevilla.

## Selección nacional de Serbia
Disputó el Europeo sub-20 del año 2004 (10 puntos y 7.5 rebotes de promedio) donde lograron un quinto puesto. Debutó con la selección absoluta de Serbia.

## Clubs
- (2005-2007) Universidad de Arizona  Estados Unidos.
- (2007-2008) CB Girona  España.
- (2008-2009) Panellinios Atenas  Grecia.
- (2009) PBC CSKA Moscú  Rusia.
- (2010) Cajasol Sevilla  España.
- (2011) Menorca Bàsquet  España.
- (2011-2013) BC Donetsk  Ucrania.
- (2013-2014) KK Crvena zvezda  Croacia.
- (2015) AZS Koszalin  Polonia.
- (2015–2016) KK Igokea  Bosnia y Herzegovina.
- (2016–2017) Hapoel Holon.  Israel
- (2017–presente) Spirou Basket Club.  Bélgica